# Luis Rojas Hernández
Luis Rojas Hernández (22 de marzo de 1986) es un futbolista peruano. Juega de atacante y actualmente está sin equipo. Tiene 38 años.

## Clubes
| Club                  | País | Año         |
| --------------------- | ---- | ----------- |
| Pacífico FC           | Perú | 2011 - 2012 |
| Alfonso Ugarte (Puno) | Perú | 2013        |
| Defensor La Bocana    | Perú | 2017        |
| Atlético Grau         | Perú | 2018        |
| Cultural Santa Rosa   | Perú | 2019        |

## Palmarés

### Campeonatos nacionales
| Título                    | Club        | País | Año  |
| ------------------------- | ----------- | ---- | ---- |
| Segunda División del Perú | Pacífico FC | Perú | 2012 |

### Distinciones individuales
| Distinción                                                                             | Año  |
| -------------------------------------------------------------------------------------- | ---- |
| Incluido en el equipo ideal de la Copa Perú según el portal periodístico DeChalaca.com | 2011 |